# Культура Сяньтао
Культу́ра Сяньта́о (кит. 先陶文化, піньїнь Xiāntáo, дослівно «Докерамічна культура») — археологічна культура пізнього палеоліту без неолітичних культурних елементів. Для неї відсутні будь-які ознаки гончарства, землеробства чи тваринництва. Основними місцями розповсюдження на південно-східному та півдні Тайваня є Піндун Лункен, Елуаньбіді № 2, археологічні пам'ятки Сяома, печер Сяома, Басянь тощо
Існування цієї культури тривало протягом 48—4 тис. рр. до н. е. Попри те, що ця археологічна культура не залишила гончарних горщиків, наявна велика кількість рукотворного посуду, зазвичай виготовленого з каменю та кістки. На стоянках культури Сяньтао, знайдених у деяких із цих районів, навіть залишилися сліди шліфування кам'яних знарядь. Частина залишків належить до голоцену, тобто неолітичної епохи. Деякі вчені вважають, що її слід називати культурою пізнього палеоліту Сюйсін (кит. 續型, дослівно «неперервна»).